# Stewart Boyce
Stewart Boyce (ur. 14 grudnia 1941 w Sydney) – australijski rugbysta grający na pozycji skrzydłowego, reprezentant kraju, lekarz.

## Kariera sportowa
Uczęszczał do The Scots College, gdzie prócz występów w szkolnej drużynie rugby uprawiał też lekkoatletykę. Został wybrany do stanowej drużyny Nowej Południowej Walii, w której rozegrał pięć spotkań. W barwach Sydney Uni Football Club wystąpił zaś 132 razy, trzykrotnie zostając najskuteczniejszym w sezonie pod względem przyłożeń zawodnikiem tej drużyny. Cztery razy (1961–64) występował w wielkim finale Shute Shield, dwukrotnie odnosząc zwycięstwo. Związał się następnie z Randwick DRUFC, z którym zdobył Shute Shield w 1971 roku. Kilkukrotnie zagrał przeciwko bratu bliźniakowi, Jimowi.
Wspólnie z bratem wystąpili natomiast w czterech testmeczach Wallabies, zostając tym samym pierwszą w historii parą bliźniąt w australijskich barwach. Choć w trakcie studiów odmawiał przyjmowania powołań, ogółem w trakcie kariery reprezentacyjnej zagrał w trzynastu testmeczach zdobywając dwanaście punktów, wszystkie z przyłożeń. Brał udział w tournée australijskiej reprezentacji do Nowej Zelandii oraz Europy, w drugim z nich będąc zawodnikiem z największą liczbą przyłożeń. Na poziomie reprezentacyjnym wystąpił także dla Australian Barbarians przeciwko Fidżi i Rest of Australia przeciwko kadrze narodowej.

## Kariera zawodowa
W 1968 roku ukończył studia na wydziale medycyny uniwersytetu w Sydney, a następnie studiował na Uniwersytecie Oksfordzkim. Specjalizował się w położnictwie i ginekologii, był członkiem Royal Australian & New Zealand College of Obstetricians and Gynaecologists oraz Royal College of Obstetricians and Gynaecologists.